# Табита Стивенс
Табита Стивенс (англ. Tabitha Stevens, настоящее имя — Келли Гаретт (англ. Kelly Garret), род. 16 февраля 1970 года) — американская порноактриса, член Зала славы AVN.

## Карьера
Стивенс начала свою карьеру в 1996 году и провела в индустрии десять лет. За это время она появилась в более чем 200 фильмах. Она получила известность благодаря своим выступлениям на шоу Howard Stern и большому числу перенесённых пластических операций. На своем веб-сайте она описывает себя как «зависимую от пластической хирургии» и опубликовала их внушительный список.
В 2007 году она была включена в Зал славы AVN.

## Награды и номинации

### Награды
- 2007: Зал славы AVN

### Номинации
- 2001: номинация на премию AVN за лучшую женскую роль второго плана[1].